# Kanton Saint-Donat-sur-l'Herbasse
Kanton Saint-Donat-sur-l'Herbasse (fr. Canton de Saint-Donat-sur-l'Herbasse) je francouzský kanton v departementu Drôme v regionu Rhône-Alpes. Skládá se z devíti obcí.

## Obce kantonu
- Arthémonay
- Bathernay
- Bren
- Charmes-sur-l'Herbasse
- Chavannes
- Margès
- Marsaz
- Montchenu
- Saint-Donat-sur-l'Herbasse